# Associazione Calcio Savona 1939-1940
Questa voce raccoglie le informazioni riguardanti l'Associazione Calcio Savona nelle competizioni ufficiali della stagione 1939-1940.

## Divise
| 1ª divisa | 2ª divisa |

## Rosa
| N. |                   | Ruolo | Calciatore      |
| -- | ----------------- | ----- | --------------- |
|    | Italia (bandiera) | A     | Ettore Allegri  |
|    | Italia (bandiera) | C     | Armando Argenti |
|    | Italia (bandiera) | A     | Emilio Bisio    |
|    | Italia (bandiera) | C     | Anselmo Buggi   |
|    | Italia (bandiera) | P     | Luigi Caburri   |
|    | Italia (bandiera) | D     | Gaspare Cozzi   |
|    | Italia (bandiera) | D     | E. De Andreis   |
|    | Italia (bandiera) | C     | F. Fenoglio     |
|    | Italia (bandiera) | C     | Carlo Gallino   |
|    | Italia (bandiera) | A     | Adriano Gè      |
|    | Italia (bandiera) | C     | L. Ghersi       |

| N. |                   | Ruolo | Calciatore           |
| -- | ----------------- | ----- | -------------------- |
|    | Italia (bandiera) | A     | F. Labbate           |
|    | Italia (bandiera) | D     | Lino Morchio         |
|    | Italia (bandiera) | P     | Emanuele Origione    |
|    | Italia (bandiera) | A     | Giulio Pellegrino    |
|    | Italia (bandiera) | A     | Teresio Piana        |
|    | Italia (bandiera) | C     | Angelo Piccioli      |
|    | Italia (bandiera) | A     | Mario Rossello       |
|    | Italia (bandiera) | C     | Ernesto Sandroni     |
|    | Italia (bandiera) | A     | Sebastiano Vaschetto |
|    | Italia (bandiera) | C     | Angelo Viano         |
|    | Italia (bandiera) | D     | Luigi Villa          |